# Boissy-le-Repos
Boissy-le-Repos é uma comuna francesa na região administrativa do Grande Leste, no departamento de Marne. Estende-se por uma área de 15.3 km², e possui 223 habitantes, segundo o censo de 2018, com uma densidade de 15 hab/km².